# Perczel Mór
Bonyhádi lovag Perczel Mór (Bonyhád, 1811. november 11. – Bonyhád, 1899. május 23.) Tolna vármegyei földbirtokos, honvédtábornok, az 1848–49 évi szabadságharc egyik katonai vezetője.

## Életútja

### Származása

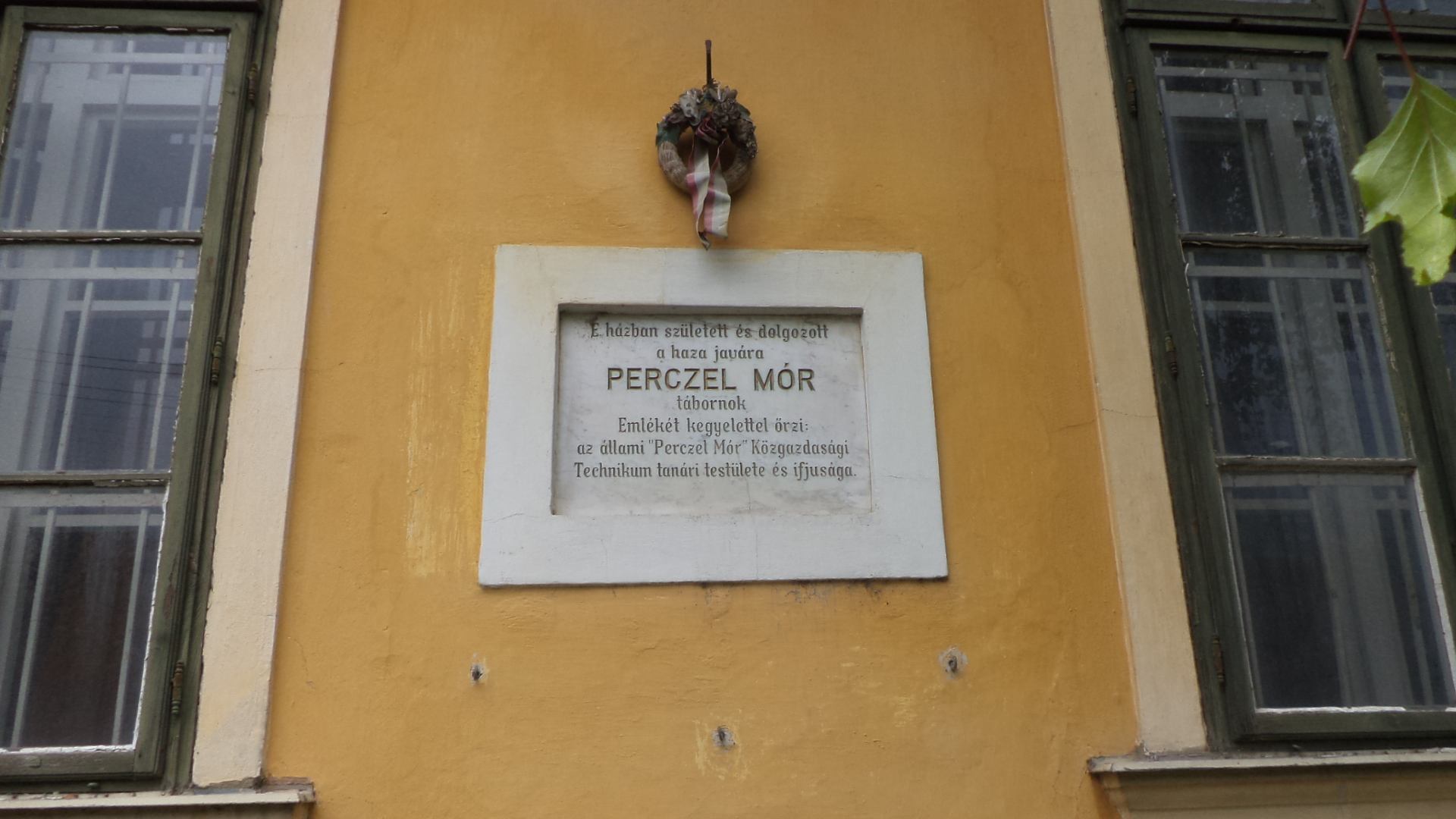
Perczel Mór szülőháza Bonyhádon, emléktábla

Perczel Mór 1811-ben született Bonyhádon, édesapja Perczel Sándor (1778–1861), nemesi felkelők gyalog századosa, földbirtokos. Édesanyja az 1836-ban, 54 éves korában elhunyt kajdácsi Kajdácsy Erzsébet (1782-1836) volt. Az apai nagyszülei bonyhádi Perczel Gábor (1736–1785), Tolna vármegye főszolgabírája, földbirtokos és jobaházi Dőry Anna Rozália (1748–1820) volt. Az anyai nagyszülei kajdácsi Kajdacsy Ferenc (1733–1798), Tolna vármegye alispánja, követe, földbirtokos és cséfalvai Cséfalvay Judit voltak. Apai nagybátyjai: bonyhádi Perczel Ádám (1770–1833), Tolna vármegye 1809-dik inszurgens alezredese, földbirtokos, bonyhádi Perczel Gábor (1774–1856), 1809-ik inszurgens hadnagy, földbirtokos.

### Tanulmányai
Gimnáziumi tanulmányait a pesti piarista gimnáziumban kezdte meg, itt végezte az 1. grammatikai osztályt 1818/1819-ben és 1819/1820-ban, tehát kétszer is. Valószínűleg fiatal kora miatt ismételte meg az osztályt, és valóban, míg először piarista tanára, Podenstein János csak a prima classis-ba sorolta, másodszor, Eschner Konstantinnál már az eminensek közé tartozott. E két évben házi nevelője, Vörösmarty Mihály (1818/1819-ben másodéves filozófus hallgató) volt, hatására fejlődött ki erős demokratikus és hazafias érzése.
1827 áprilisában felvették az 5. tábori tüzérezredbe növendéknek. Az 1830-31-es lengyelországi felkelés idején a császári katonák közt mozgalmat indított a lengyelekhez való átszökés érdekében, ezért eltávolították a hadseregből.

### Politikai pályája
A politikai pályafutása Tolna vármegyében kezdődött, majd az országos közéletben vett részt: a politikai küzdelmek egyik legradikálisabb személyisége lett. Egyre jelentősebb szerephez jut a megyei és az országos politikai életben is.
1843-44. évi országgyűlésre Bezerédy mellé országgyűlési követnek választják, és az ellenzék egyik legismertebb képviselője lesz. Bátor, szenvedélyes szónoklataival, enciklopédikus tudásával magára vonja a figyelmet. Magától értetődik – eddigi pályafutása alapján, – hogy a haladó radikális párthoz csatlakozik. Fejér vármegye közgyűlésén már 1842. október 22-én „nemzeti őrség” felállítását indítványozta. 1848-ban Buda város képviselőjévé választották, és az országgyűlésen a baloldal egyik vezére lett.

### Házassága
1844. június 19-én Kömlődön a harminchárom éves Perczel Mór feleségül vette az előkelő nemesi származású nagybócsai Sárközy családból való tizenhat éves református hitvallású nagybócsai Sárközy Júlianna (1828. január 22.–Bonyhád, 1877. július 13.) kisasszonyt. Perczel Mór Tolna vármegye követeként a pozsonyi rendi országgyűlésen ismerte meg nagybócsai Sárközy József (1802–1867), politikus, és szomori és somodori Pázmándy Antónia (1811-1860) úrnő leányát. Az esküvői tanúk magurai Augusz Antal (1807–1878), Tolna vármegye másodalispánja és nagybaráti Huszár Ferenc táblabíró volt. A menyasszonynak az apai nagyszülei  nagybócsai Sárközy Zsigmond (1774–1837), földbirtokos és Darányi Julianna volt. Az anyai nagyszülei szomori és somodori Pázmándy Zsigmond (1781–1854), földbirtokos és Balla Julianna (1784–1842) volt. Az ifjú pár Kajdacson, Kömlődön és Pesten lakott. Perczel Mór követte szülei példáját: nagy családot alapított, feleségével együtt 14 gyermeket nevelt fel. Közülük tízen születtek az emigrációban.

## A szabadságharc alatt
1848 áprilisától a Batthyány-kormány belügyminisztériumának tanácsosa, országgyűlési képviselő (Buda szabad királyi városé). 1848. szeptember 1-jén megalakította a Zrínyi-szabadcsapatot. Ennek az önkéntesekből álló alakulatnak – szeptember 16-ától – ezredeseként vett részt a Jellasics elleni harcokban.

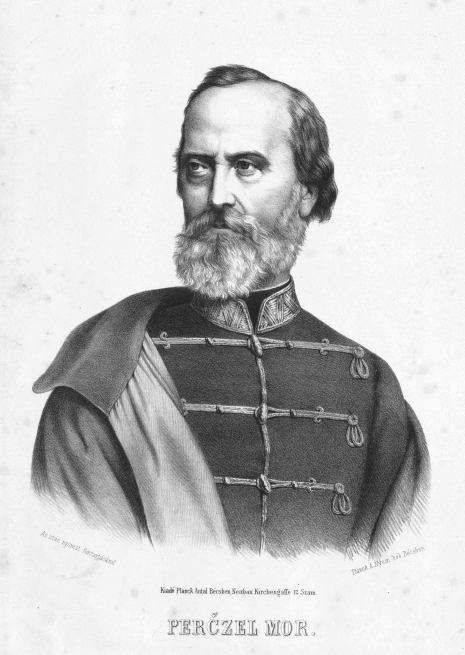
Perczel Mór

A pákozdi csatában a magyar csapatok szárnyát biztosította a Velencei-tótól délre. A csata után a Jellasics tartalék hadteste elleni hadmozdulatokat irányította. Roth és Philippovics tábornokok seregét Görgei Artúr közreműködésével az ozorai ütközetben (1848. október 7.) megadásra kényszerítette. Az Országos Honvédelmi Bizottmány ezért 1848. november 1-jétől tábornokká léptette elő. Perczel Mór volt a szabadságharc egyedüli tábornoka, akinek nem volt korábban tiszti rangja (mivel 19 éves korában eltávolították a császári hadseregből, így nem kaphatta meg a tüzértiszti kinevezését).
A közösen kivívott ozorai győzelem során megromlott a kapcsolata Görgeyvel, és ez az ellentét a későbbiekben sok gondot okozott a magyar hadvezetésnek.
Ormosdon 1848. november 8-án az ormosdi ütközet zajlott le a Perczel Mór vezette magyar és a báró Burits János, valamint Laval Nugent vezette osztrák császári csapatok között.
Az ozorai diadal után a Muraközből is kiszorította a császári csapatokat. Windisch-Grätz decemberi támadása előtt feladata a Délnyugat-Dunántúl védelme volt, de december közepén – a császári csapatok sikerei miatt – parancsot kapott Görgey fel-dunai hadtestéhez való csatlakozásra. Hadtestének visszavonulása közben kapta kézhez Kossuth harcra buzdító levelét, és ennek hatására vállalta a megütközést a császáriakkal, de a móri ütközetben 1848. december 30-án vereséget szenvedett Jellasics csapataitól.
Pest feladása utáni feladata volt a Pestről Debrecenbe vezető út védelme a Tisza vonalán. Megerősített hadtestével innen ellentámadásba ment át és 1849. január 22-én elfoglalta Szolnokot, majd január 25-én Ceglédről szorította ki Ottinger Ferenc lovasdandárát. A felső hadvezetés azonban Perczel további támadását leállította, és az új főparancsnok, Henryk Dembiński Perczel egyik hadosztályát is elvonta. Perczel ezért parancsnoki beosztásáról lemondott.
1849. március elején átvette a IV. (bácskai) hadtest parancsnokságát és március 23-án támadást indított a délvidéki császári csapatok ellen. Április 3-án elfoglalta Szenttamást és kapcsolatot teremtett az addig körülzárt Péterváraddal. Perczel ekkor a testvérét, Miklóst szerette volna kineveztetni a pétervári erőd parancsnokának, viszont 1849. június 5-én Vukovics Sebő miniszter javaslatára Kiss Pál kapta meg a pozíciót, ami némi feszültséget okozott a vezérkarban. Április 29-én a melencei ütközetben legyőzte Todorovic tábornok csapatait, majd május 10-én bevonult Pancsovára. Ezt követően Bem tábornokkal együttműködve elfoglalta a Temesközt. Ez a déli hadműveletek sikeres befejezését jelentette.
1849. június 7-én megütközött a Délvidék visszafoglalására küldött Jellasics csapataival, de a jelentős túlerő ellenében a kátyi ütközetben vereséget szenvedett. A vereség következményeként a kormány felmentette beosztásából és a szervezés alatt álló tartalék hadtest vezetésével bízta meg. Július közepén Cegléd mellett Perczel hadtestéhez csatlakozott a Kárpátokból a cári hadsereg elől visszavonuló felső-magyarországi hadsereg, és az így létrejött tiszai hadsereg parancsnoka lett, de jelentősebb ütközetbe már nem bocsátkozott.
A kormány és a vezető tábornokok tanácskozásán kíméletlenül bírálta a hadvezetést, elsősorban Kossuthot, mire július 30-án felmentették beosztásából. A szőregi ütközetben (1849. augusztus 5.) és a temesvári csatában (1849. augusztus 9.) mint önkéntes harcolt. A világosi fegyverletétel híre Orsován érte. 

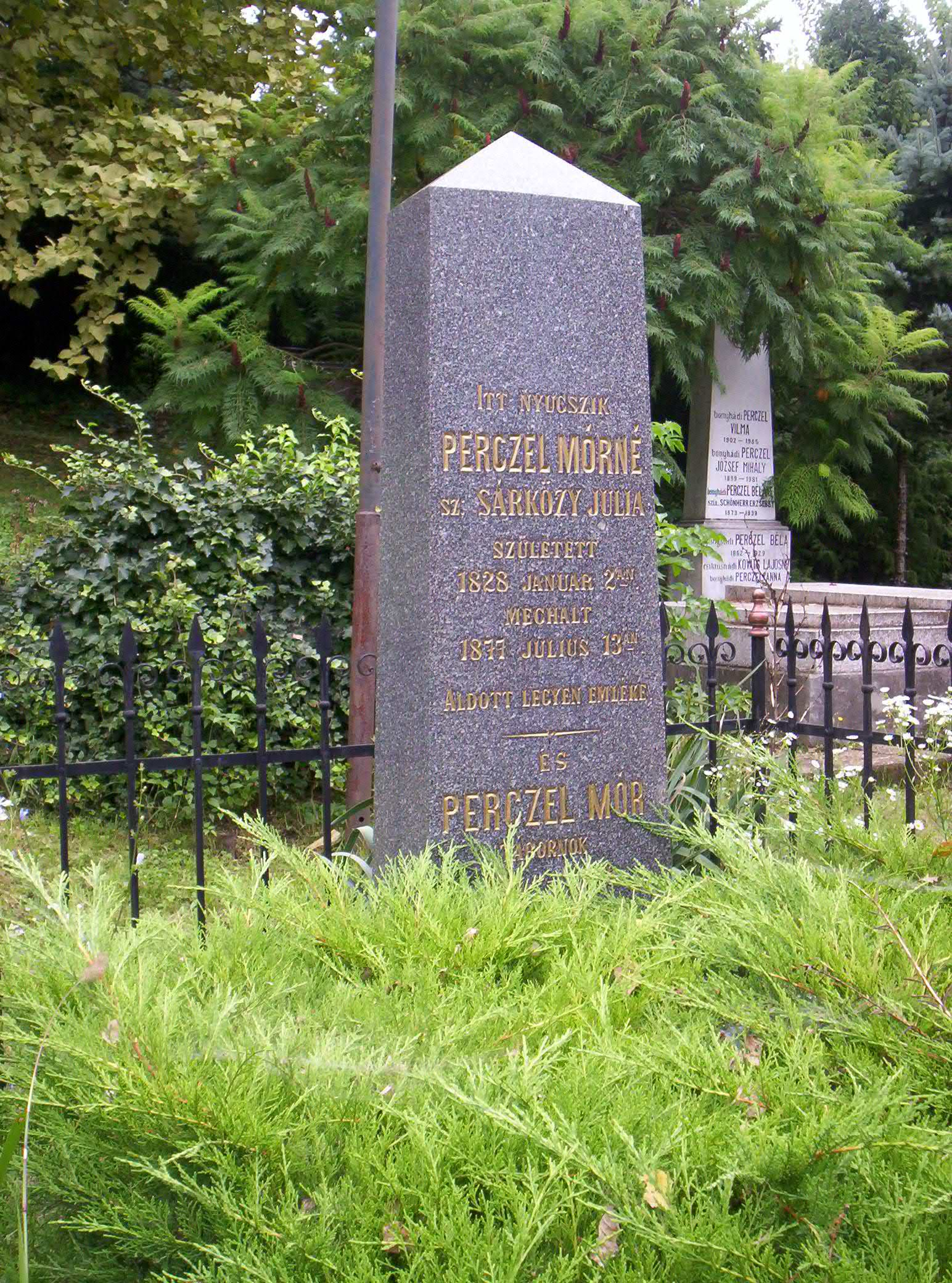
Sírja Bonyhádon

## A száműzetés
Törökországba menekült. Kossuthot Kütahyába is követte.
1852-ben Angliába ment. Sokáig élt Jersey szigetén. 1851. szeptember 21-én öccsével, Miklóssal együtt Magyarországon halálra ítélték (nevüket egy bitófára szögezték). 1859-ben – félretéve a közte és Kossuth között fennálló személyi és politikai ellentéteket – Itáliába utazott, és felajánlotta szolgálatait a Kossuth Lajos vezette Magyar Nemzeti Igazgatóságnak, amely a magyar emigráció politikai és szervezési központja volt. Az együttműködés azonban nem jött létre.

## Újra itthon
1867-ben térhetett haza és Zalaegerszegen az őszi időközi választásokon országgyűlési képviselővé választották. A kiegyezést csak Kossuth-ellenessége miatt támogatta és a parlamentben a Balközép Párt képviselője volt, mivel a párt Magyarország teljes függetlenségének elérését tűzte ki célul, politikai úton.
Rövid, két éves képviselősége után, 57 éves korában visszavonult a közélettől, az 1869-es választásokon már nem indult el. Bonyhádon, szülővárosában telepedett le és megírta emlékiratait. A „Közlemények Perczel Mór tábornok irataiból" című kiadványát 1883-ban saját költségén nyomtattatta ki.
1898. március 15-én részt vett Bonyhádon az 1848-as forradalom 50. évfordulójának megünneplésén.
Az anyakönyvi bejegyzés tanúsága szerint „bonyhádi Perczel Mór 1848/49.évi honvédtábornok 87 évesen agyszélhűdésben 1899. május 23-án délután 6 órakor elhunyt.” Sülővárosának szélén, a Kálvária-dombon, ősei mellé, a mai Ermel-Vojnits-mauzóleum mellett temették el.

## További információ
Eötvös Károly: Perczel Móriczról. In: Eötvös Károly munkái V. Magyar alakok. Bp, 1901. 263-269. old. Online